# Coupe du Maroc de football 1961-1962
 (avril 2024).
Si vous disposez d'ouvrages ou d'articles de référence ou si vous connaissez des sites web de qualité traitant du thème abordé ici, merci de compléter l'article en donnant les références utiles à sa vérifiabilité et en les liant à la section « Notes et références ».
Navigation
Édition précédente Édition suivante
La saison 1961-1962 de la Coupe du Trône est la sixième édition de la compétition. 
Les équipes se rencontrent sur un  match simple. En cas de match nul, une séance de tirs au but est jouée. 
Le Mouloudia Club d'Oujda remporte la coupe au détriment du Kawkab de Marrakech sur le score de 1-0 au cours d'une finale jouée dans le Stade d'honneur à Casablanca. Le MC Oujda remporte ainsi cette compétition pour la quatrième fois de son histoire.

## Déroulement

### Huitièmes de finale
| Date | Équipe 1       | Résultat | Équipe 2       | Lieu |
| ---- | -------------- | -------- | -------------- | ---- |
| -    | Chabab Larache | 0 - 2    | Tihad AS       | -    |
| -    | Maghreb AS     | 3 - 1    | EJS Casablanca | -    |
| -    | MC Marrakech   | 1 - 2    | KAC Marrakech  | -    |
| -    | MC Oujda       | 2 - 0    | Wydad AC       | -    |
| -    | Racing AC      | 3 - 1    | MA Tétouan     | -    |
| -    | Raja CA        | 0 - 1    | Kénitra AC     | -    |
| -    | Stade Marocain | 1 - 6    | SCC Mohammédia | -    |
| -    | YC Rabat       | 2 - 1    | HUS Agadir     | -    |

### Quarts de finale
| Date | Équipe 1   | Résultat         | Équipe 2       | Lieu |
| ---- | ---------- | ---------------- | -------------- | ---- |
| -    | Maghreb AS | 0 - 0 7-6 t.a.b. | Kénitra AC     | -    |
| -    | MC Oujda   | 2 - 0            | SCC Mohammédia | -    |
| -    | Racing AC  | 0 - 2            | KAC Marrakech  | -    |
| -    | YC Rabat   | 0 - 1            | Tihad AS       | -    |

### Demi-finales
| Date | Équipe 1   | Résultat         | Équipe 2      | Lieu |
| ---- | ---------- | ---------------- | ------------- | ---- |
| -    | Maghreb AS | 1 - 1 ?-? t.a.b. | KAC Marrakech | -    |
| -    | MC Oujda   | 3 - 0            | Tihad AS      | -    |

### Finale
| Date        | Équipe 1 | Résultat | Équipe 2      | Lieu       |
| ----------- | -------- | -------- | ------------- | ---------- |
| 20 mai 1962 | MC Oujda | 1 - 0    | KAC Marrakech | Casablanca |

La finale oppose les vainqueurs des demi-finales, le Mouloudia Club d'Oujda face au Kawkab de Marrakech, le 20 mai 1962 au Stade d'honneur à Casablanca. Match arbitré par Abdelkrim Ziani. Le MC Oujda remporte son quatrième titre pour cinq finales dans la compétition, à la suite d'une victoire sur le score de 1 but à 0 face au KAC Marrakech, grâce à un but de Kaddour (  36e).

## Sources
- Rsssf.com